# Викулов, Сергей Юрьевич
Сергей Юрьевич Викулов (род. 24 июня 1957, Чита) — советский хоккеист. Атакующий защитник. Мастер спорта СССР.
Родился в Чите. В 1967 году семья переехала в Новокузнецк из-под Братска, где Викулов играл в волейбол, футбол, настольный теннис, занимался музыкой по классу аккордеона.
Воспитанник новокузнецкой хоккейной школы, первый тренер Владимир Яковлевич Чернов, в молодёжной команде — Виктор Александрович Мосалов. В сезонах 1974/75 — 1976/77 играл за «Судостроитель» Советская Гавань. С 1977 года — в «Динамо» Рига, куда был приглашён тренерским штабом во главе с Виктором Тихоновым. В сезоне 1978/79 провёл в «Латвияс Берзс» несколько игр во время новогоднего перерыва в высшей лиге. В 1977 году Тихонов был переведён в ЦСКА и собирался пригласить Викулова, но тот, как игрок «Динамо», был подчинённый органов внутренних дел. Несколько месяцев в сезоне 1983/84 отыграл в саратовском «Кристале». С 1984 года — в ижевской «Ижстали». В 1988 году после конфликта с новым тренером Соловьёвым перешёл в «Трактор». В сезоне 1989/90 не играл, был дисквалифицирован Цыгуровым. В 1990 году принял приглашение бывшего партнёра по «Динамо» Владимира Крикунова и перешёл в минское «Динамо».
Играл в немецких клубах «Ратинген» (1991—1994), «Кассель Хаскис» (1994—1995), «Криммичау» (1995—1998), «Гельзенкирхен» (1998—1999), «Ландсберг» (1999—2000).
В сезоне 2002/03 работал тренером по защитникам в «Металлурге» Лиепая, стал чемпионом Латвии.
Вернулся в Германию, где почти 10 лет работал с детьми на общественных началах. Затем — водитель рейсового автобуса. Есть сын Денис.